# Logor za Nemce u Sekiću
Logor za Nemce u Sekiću bio je jedan od 41 logora širom Vojvodine u kojima je bilo zatočeno oko 140.000 uglavnom starijih osoba, žena, dece i bolesnih. Logor je osnovan na zahtev Odeljenja za zaštitu naroda (OZN) koji je i kontrolisao Sekić od 17. novembra 1944. godine, sve do preuzimanja vlasti od strane Komanda sela, ili u punom nazivu „Komanda sela pod naročitim režimom“), kada je čitavo selo pretvoreno u logor. Gotovo sve kuće (oko 1.000) namenjene su za smeštaj Nemaca, u kojima se zatekao nameštaj i do preko 6.500 lica, koliko je i iznosio najveći broj logoraša. Pored domaćih, sekićkih Švaba, koje su se našle zatočene u svom selu još od 19. oktobra 1944. godine, u logor su pristizati i drugi, iz okoline, Bačke Topole, Subotice. Sekić je posle rata nazvan Lovćenac.
U ovu situaciju meštane Sekića dovelo je prihvatanje politike i prakse nacionalsocijalizma koji je bujao u Nemačkoj, i odredio im i posleratnu sudbinu. Kolektivno su stavljeni van zakona i naterani da prožive iskustva logora slično onom koje su iskusili milioni Jevreja, Slovena i Roma u doba Rajha.
U ovom slučaju logori za Nemce nisu bili sredstvo za „konačno rešenje", fizičko uništenje čitavih naroda, nego samo usputna stanica za iseljavanje većine vojvođanskih Nemaca. Time će Nemci iz Sekića, postati jedan od najizrazitijih primera u procesu nestajanja nemačke narodnosne grupe, odnosno izmena etničke strukture Vojvodine u periodu nakon rata.

## Preduslovi
Na osnovu urbariuma Kaločke biskupije, 1543. godine Sekić se prvi put pominje pod slovenskim imenom „Szekity“ (Sekić). Tokom 1580. godine mesto je imalo 31, a 1590.- 37 oporezovanih kuća. U posedu vlastelina Veselenji Ferenca, 1652. godine pominje se pod nazivom Szeketics (Seketič), a 1731. i 1751. godine kao pusta Sekitsch (Sekič). Ime mesta 1853. godine bilo je – Szeghegy (Segheđ), što će kao zvaničan naziv ostati sve do promena nastalih po ulasku mesta u južnoslovensku državu, Kraljevinu Jugoslaviju, kada se 1922. godine naziv menja u – Sekić.
Stanovnici Sekića su u velikoj većini bili su Nemci evangelističke vere, koji su kao kolonisti, došlu u ovo selo iz južne Nemačke, rajnske oblasti, Lotaringije i Virtenberga, u poslednjim decenijama 19. veka. Zahvaljujući pomoći države, po dolasku u selo, ovi vredni poljoprivrednici i zanatlije uspeli su u kratkom vremenu da privredno ojačaju svoju zajednicu i svoje mesto.
Broj stanovnika kretao se od 4.134, 1885. godine do 4.936, 1900. godine. Najviše je bilo Nemaca 4.664, zatim Mađara 271. Selo je zauzimalo prostor od 6.837 katastarskih jutara.
Mada se većina stanovništva bavila poljoprivredom u Sekiću se krajem 19. veka javljaju i neka industrijska postrojenja. O stepenu privrednog razvoja naselja, svedoči i posleratni spisak konfiskovanih nekretnina u kojem se navodi nekoliko industrijskih pogona.

Nemci iz Sekića primer su tesne povezanosti sa maticom, čak nemogućnosti odvajanja od istorijskih tokova koji upravljali nemačkim narodom, a koji su zacrtani daleko od njih i bačke ravnice u kojoj su živeli pet generacija.
Njihovo prihvatanje politike i prakse nacionalsocijalizma koji je bujao u Nemačkoj, odredilo im je i posleratnu sudbinu.
Kolektivno su stavljeni van zakona i naterani da okuse iskustva logora slično poput miliona Jevreja, Slovena i Roma u doba Rajha.
U ovom slučaju logori nisu bili sredstvo za „konačno rešenje“, fizičko uništenje čitavih naroda, nego samo usputna stanica za iseljavanje većine vojvođanskih Nemaca.
Kolonizirani i sami krajem 18. veka, Nemci Sekićani, koji su preživeli logor, biće prinuđeni da napuste plodnu bačku ravnicu i prepuste svoje kuće i imanja novim kolonistima. Time će Nemci iz Sekića, postati jedan od najizrazitijih primera u procesu nestajanja nemačke narodnosne grupe, odnosno izmena etničke strukture Vojvodine u periodu nakon rata.

Stevan Mačković: Logor za Nemce u Sekiću (1944—1946)
U Jugoslaviji je 1921. godine bilo 505.710 Nemaca, Oni su u tom period činili najbrojniju nacionalnu manjinu u zemlji. Tako je Bačka, zahvaljujući brojnosti nemačkih naseobina i ukupnom broju Nemaca koji je činio 22% od ukupnog stanovništva, bila s pravom smatrana za centar Nemaca u čitavoj Jugoslaviji. U srezu Bačka Topola bilo ih je tada 7.397.
Na teritoriji sreza Bačka Topola, gde je pre rata živelo oko 8.000 Nemaca, decembra 1945. godine ostalo je samo 59 na slobodi. Preostali Nemci, mahom žene, deca i starci, koji nisu izbegli završili su po logorima.
Sa jačanjem režima u Nemačkoj pred Drugi svetski rat i na prvim teritorijalnim proširenjima, rasla je i snažila organizacija nemačkog Kulturbunda, Švapsko-nemačkog kulturnog saveza (Schwabisch Deutscher Kulturbund), čija je „celokupna delatnost tokom 1939-1941 godine bila neprikriveno nacionalsocijalistička širom Vojvodine. Nemačka nacionalna manjina, izlagana ideološko propagandnom uticaju nacističke Nemačke, sve više je bila uverena da predstavlja „rasno jezgro“ na koje će se Treći Rajh oslanjati u svom prodoru prodora ka jugoistočnoj Evropi. Široka mreža mesnih organizacija, obuhvatila je oko 95% nemačkog stanovništva Vojvodine.
Pred rat, 1940. godine u Bačkoj je bilo 79 mesnih grupa Švapsko-nemačkog kulturnog saveza. Njenim članovima smatrali su se ne samo potpisnici pristupnice, nego i svi članovi porodice, kojih je te godine u Jugoslaviji bilo preko 300.000. Nakon mađarske okupacije Bačke, organizacija Volksbunda (Narodni savez Nemaca u Mađarskoj) obuhvatiće i bački Kulturbund.
U toku Drugog svetskog rata primarni zadatak bačkih Nemaca, određen od strane vrha Rajha, trebalo je da bude njihov doprinos ukupnim nemačkim ratnim operacijama, pre svega kroz dobrovoljno pristupanje SS jedinicama. Po ovoj direktivi oko 20.500 osoba (ili 90% muškaraca između 18 i 35 godine života), pristupilo je u SS formacije, dok je oko 17.000 drugih, mobilisano nakon nemačke okupacije Mađarske. U Sekiću je, kao i širom Bačke, na početku rata vođena velika propagandna akcija za dobrovoljno pristupanje u SS jedinice.
| „ | Za vreme okupacije vođe Volksbunda sekićku nemačku omladinu zaveli su lažnim besavesnim pretnjama i primorali ih da se dobrovoljno prijave u SS vojne jedinice… | ” |

Slom fašističkih sila i kraj Drugog svetskog rata, doveo je do aktiviranja planova za evakuaciju nemačke vojske i bačkih Nemaca iz Jugoslavije.
| „ | Istorijska je činjenica da su bački Nemci disciplinovano (dobrovoljno) prihvatili naređenje da se evakuišu. Saobrazno stepenu svoje angažovanosti na strani Rajha, Nemci u Bačkoj su se proporcionalno u najvećoj meri odazvali pozivu za evakuaciju među svim nemačkim oblastima u tadašnjoj Mađarskoj. U momentu oslobođenja Bačke, oko 100.000 bačkih Nemaca, ili više od polovine ukupnog nemačkog stanovništva, među njima gotovo svi muškarci, nalazili su se ili u nemačkim oružanim snagama ili pod njihovom zaštitom. | ” |

Sva nemačka mesta u Jugoslaviji evakuisana su organizovano po posebnim planovima, tako da su nakon izbegličkog talasa u Vojvodini ostali mahom starci, žene i deca. Kako je odluka za evakuaciju u Sekić došla kasnije, tek 18. oktobra kada se već našao u potpunom okruženju, žene, deca i starci koji su u tom trenutku i činili gotovo sve stanovnike Sekića, našli su se na milosti i nemilosti vojnih snaga dotadašnjih protivnika, partizana, koji su trijumfalno nastupali kao pobednici i oslobodioci. Po delimično sačuvanim spiskovima tada se 2.199 Sekićana – Nemaca zateklo u selu koje će ubrzo biti pretvoreno u logor, pod komandom Vojne uprave Vojvodine.

## Osnivanje i početaka rada logora
Logor je osnovan na osnovu Naredbe Komande područja Subotica br. 110 od 18. novembra 1944. godine, kada je nakon toga datuma počeo masovni smeštaj Nemaca u logor u Sekiću. Popuna logora se nastavila i u narednom periodu. Na poimeničnom spisku, u kome je, za svakog naveden i broj glavne knjige, evidencija je zaključena sa brojem 8.588.
Brojno stanje logoraša u Sekiću, koje je na dan osnivanja logora 18. jula 1945. godine iznosilo 5.848, neprestano se menjalo iz dana u dan, naročito po pristizanju većih grupa. Tako je npr. od 14. do 22. jula pristiglo ukupno 778 Nemaca, novih logoraša. Pored Nemaca 22. jula 1945. godine, u logoru Sekić, bilo je i 50 Mađara i 27 lica drugih narodnosti.
Brojno stanje logoraša (april — decembar 1945)
| Mesec i godina  | Broj logoraša                                 |
| --------------- | --------------------------------------------- |
| April 1945.     | 5.915                                         |
| Jul 1945.       | 5.072                                         |
| Avgust 1945.    | 6.531 (18. avgusta) do 5.990 (23. avgusta)    |
| Septembar 1945. | 5.915 (5. septembra) do 6.330 (22. septembra) |
| Novembar 1945.  | 1.545                                         |
| Decembar 1945.  | 1.560 (3. decembra) do 1.545 (22 decembra)    |

### Kretanje broja stanovnika u Sekiću 1945.
Izveštaj o broju stanovništva u Bačkotopolskom srezu iz septembra 1945. godine daje podatke o ukupno 70.807 stanovnika. U Sekiću ih je bilo 9.314, od čega 6.692 logoraša i 2.622 slobodnih građana, pretežno kolonista. U decembru iste godine zabeleženo je samo 59 Nemaca - slobodnjaka. Na nivou čitave Vojvodine jula 1946. godine Nemaca - slobodnjaka je ukupno bilo - samo 9.559. Tada je evidentiran i broj domaćinstava u Bačkotopolskom okrugu. Najmanji broj - 472, je bio upravo u Sekiću. Već krajem novembra iste godine, nakon priliva novih kolonista iz Crne Gore, broj domaćinstava se popeo na 4.447. Broj kuća u Sekiću 20. novembra 1945. godine je iznosio 1.183. U Bačkoj Topoli je, po istom izvoru bilo 4.434 kuća i 6.452 domaćinstava. 

## Uslovi koji su vladali u logoru
O obezbeđivanju uslova za život logoraša, počevši od onog elementarnog, ishrane, dovoljno govori samo jedna rečenica komandanta logora: 
| „ | S vremena na vreme događa se da logoraši ne dobiju onu minimalnu količinu kalorija koja je neophodno potrebna za održanje života...u logoru je cvetala i crna berza u kojoj su učestvovali i čuvari, pa su i krađe bile česte“. | ” |

Zato je među logorašima zbog loših uslova života i nedostatka soli i namirnica za ishranu, vladale konstantne epidemije trbušne infekcije koje su odnosile najviše žrtava među decom i starijim osobama. Samo za period od 112 dana u 1945. godini umrlo je 156 lica ili prema statističkoj procena za čitavu 1945. godinu, broj umrlih je dostigla broj od 450 do 500. Na ukupan broj logoraša, koji je iznosio, do kraja novembra 1945, od 5.000 do preko 6.000, smrtnost je iznosilo oko 10%. Mesečno je umiralo 1-2 logoraš, a bilo je perioda kada je za 2 nedelje bilo 15 smrtnih slučajeva među decom. Od 24. juna do 12. jula 1945. umrlo je 49 logoraša, 23 muškaraca i 26 žena. Tokom jula, bolest je uzela toliko maha, da je odnela ukupno 59 života, od toga 20 dečjih. U avgustu 1945. nastavljena je epidemija, od koje je umrlo 15. logoraša, od toga 5 dece. Uzrok smrti bio je gastroenteritis.
Logor je imao svoju bolnicu u kojoj su radili logoraši, 1 lekar, 3 babice i 1 bolničarka. Nešto kasnije (13.11.1945) u sekićku bolnicu upućeni su i Nemci, ratni zarobljenici, koji su radili u Ruskoj bolnici.
Sve vreme logoraši su bili bez kontakta sa spoljnim svetom. Dnevno su prebrojavani i evidentirani za poštedu, uz lekarsko uverenje. Tako je prema jednoj evidenciji s kraja septembra 1945. bilo 6.330 logoraša i to: dece: 1.959, starih 2.002, bolesnih 319, sposobnih za rad: 2050.
Od septembra 1945. godine veći deo logoraša prebačen je na rad u Kruševlje, kraj Sombora, a preostali logoraši zaposleni su u Sekiću Oni su obavljali poljoprivredne radove, berbu suncokreta i grožđa. Kako slobodne radne snage nije bilo dovoljno, nakon berbe i oni su upućeni u Centralni logor Kruševlje.
Logoraši su imali tačno utvrđen raspored života i rada:
- Ustajanje u 5,
- Doručak od 5 do 5.30,
- Polazak i prepodnevni rad od 6 do 12.30,
- Ručak od 12.30 do 14,
- Popodnevni rad od 14 do 19
- Spavanje u 21 časova.

## Kraj logora za Nemce u Vojvodini i sudbina logoraša
Iseljavanje logora počelo je 3. oktobra 1945. godine, na osnovu naredbe šefa odseka za logore pri Glavnom NOO Vojvodine, Stevana Varge, i nastavljeno je i narednih meseci sve do septembra 1946, kako bi se obezbedilo mesto za prihvat pridošlih kolonista iz drugih delova Jugoslavije (za koje su bila predviđena napuštena i konfiskovana imanja i kuće sekićkih Nemaca).
Sa početkom iseljavanja broj logoraša se znatno smanjio. Njihov najveći broj koji je dostizao gotovo 7.000, u narednom periodu će se smanjiti na oko 1.500. Za iseljavanje je napravljena selekcija, po kriterijumu radne sposobnosti. Sposobni za rad, njih 1.559 ostalo je u Sekiću, kako bi bili angažovani na poljoprivrednim radovima, a ostali su raseljeni u druge logore u Vojvodini.
Civilni logor iz Sekića, konačno je prestao je sa radom septembra 1946. godine, kada je ostatak logoraša prebačen u predgrađe Subotice u Čantavirsku ulicu. Nakon što je logor premešten, omogućeno je dovršavanje procesa kolonizacije i naseljavanja kolonista iz Crne Gore u Sekić.
I ostali logori za Nemce u Vojvodini konačno su raspušteni do kraja 1948. godine, kada su Nemci, njih ukupno 24.491 dobili jugoslovensko državljanstvo, dok su ostali podneli molbe za iseljavanje u Nemačku. Po popisu iz 1951. godine u Vojvodini je živelo 26.294 državljana nemačke narodnosti.
Iseljavanje Nemaca je nastavljeno i u narednom periodu, zbog razvijenog osećanja neravnopravnosti sa ostalim narodnostima i „besperspektivnosti“ nemačke manjine u daljem društvenom razvoju SFR Jugoslavije, oko 80% svih Nemaca izrazilo je želju za napuštanjem Jugoslavije.

## Napomene
1. ↑  U nemačkim publikacijama se prezentovao znatno veći ukupan broj Nemaca – 710.000, a od toga u Bačkoj 173.796.[5]
2. ↑  U Malom Iđošu je bilo 7512 stanovnika i 2250 domaćinstava,
u Feketiću 5050 stanovnika i 1620 domaćinstava...

## Spoljašnje veze
- Logor za Nemce u Sekiću (1944—1946)
- Subotica nekada, O istoriji i prošlosti moga grada, na: